# Deutsches Spring- und Dressurderby
Le Deutsches Spring- und Dressurderby, parfois appelé Derby de Hambourg, est un tournoi d'équitation international à Hambourg avec des compétitions de saut d'obstacles et de dressage. Il se tient depuis 1920 dans le quartier de Klein Flottbek. 
En 2009, selon l'organisation, 60 000 spectateurs sont venus voir le tournoi. Les prix font un total de 570 000€, dont 367 000 pour la compétition CSI 5*, comprenant le Grand Prix de 285 000. Le Deutsche Spring-Derby, épreuve CSI 3*, est doté de 105 000€. En outre, il y a une compétition internationale amatrice de saut d'obstacles et une compétition nationale de dressage. 

## Deutsches Spring-Derby
Il est considéré comme l'un des tournois les plus importants de saut et est connu dans le monde entier parmi les experts comme le derby le plus difficile. Traditionnellement, le Deutsche Spring-Derby est la plus grande compétition du tournoi.
La particularité de ce derby est le parcours de 1230 m de long conçu par Eduard Pulvermann (de) et n'a pas été modifié dans ses obstacles depuis sa création. Seules la hauteur et la largeur des obstacles ont été élevées pour s'adapter au niveau de compétition professionnelle à l'international.
De 2002 à 2010, le Deutsches Spring-Derby est la première étape du Riders Tour (de) puis la seconde à partir de 2011.

### Vainqueurs du Deutsches Spring-Derby
| Année | Cheval                | Cavalier                       | Remarque                                          |
| ----- | --------------------- | ------------------------------ | ------------------------------------------------- |
| 2019  | Cordillo              | Nisse Lüneburg                 |                                                   |
| 2018  | Gloria van Zuuthoeve  | Matthew Sampson                |                                                   |
| 2017  | Zera                  | Patricio Muente                |                                                   |
| 2016  | Diaghilev             | Billy Twomey                   |                                                   |
| 2015  | Professional Aircare  | Christian Glienewinkel         |                                                   |

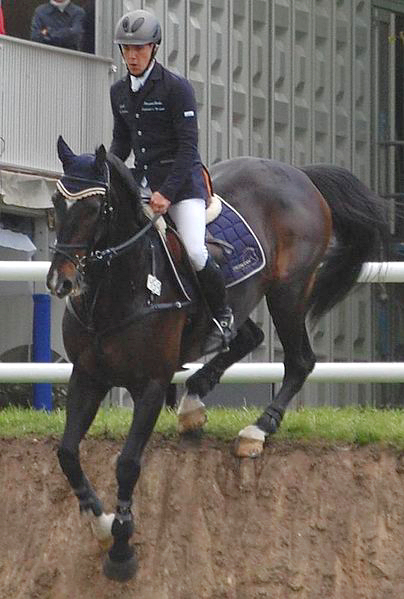
Gilbert Tillmann avec Hello Max en 2013

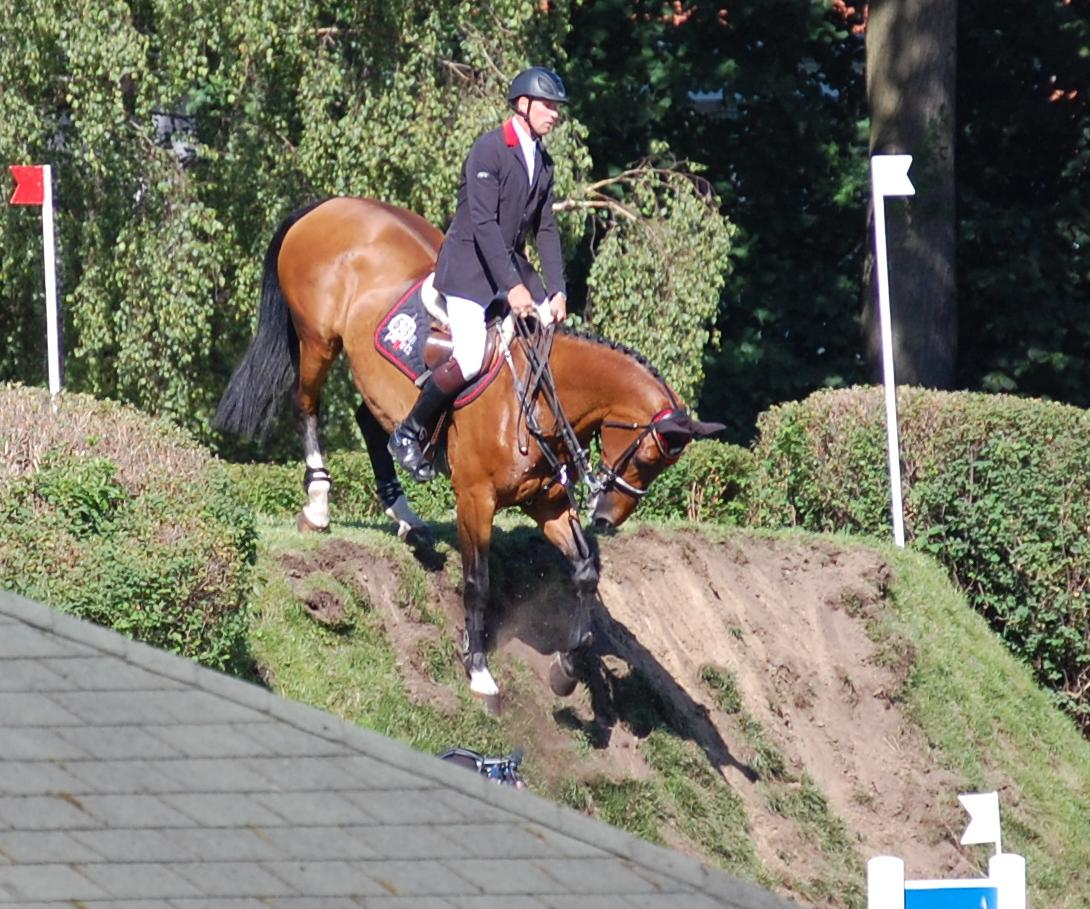
André Thieme avec Nacorde en 2010

| 2014  | Calle Cool            | Nisse Lüneburg                 | Seconde victoire avec le même cheval              |
| 2013  | Hello Max             | Gilbert Tillmann               |                                                   |
| 2012  | Calle Cool            | Nisse Lüneburg                 |                                                   |
| 2011  | Nacorde               | André Thieme                   | Troisième victoire avec le même cheval            |
| 2010  | Lex Lugar             | Carsten-Otto Nagel             |                                                   |
| 2009  | Carassina             | Thomas Kleis                   |                                                   |
| 2008  | Nacorde               | André Thieme                   | Seconde victoire avec le même cheval              |
| 2007  | Nacorde               | André Thieme                   |                                                   |
| 2006  | Collin                | Toni Hassmann                  | Troisième victoire avec le même cheval            |
| 2005  | Collin                | Toni Hassmann                  |                                                   |
| 2004  | Collin                | Toni Hassmann                  |                                                   |
| 2003  | Champion du Lys       | Ludger Beerbaum                |                                                   |
| 2002  | Charlottenhofs Iberio | Sören von Rönne                |                                                   |
| 2001  | Landdame              | Franke Sloothaak               |                                                   |
| 2000  | Capriol               | Holger Wulschner               |                                                   |
| 1999  | Wienerwirbel          | Carsten-Otto Nagel             |                                                   |
| 1998  | Champion du Lys       | Ludger Beerbaum                |                                                   |
| 1997  | Gondoso               | Hugo Simon                     |                                                   |
| 1996  | Lausbub               | Achaz von Buchwaldt            |                                                   |
| 1995  | ET                    | Hugo Simon                     |                                                   |
| 1994  | Vivaldi               | Nelson Pessoa                  | Troisième victoire avec le même cheval, 7 en tout |
| 1993  | Vivaldi               | Nelson Pessoa                  |                                                   |
| 1992  | Vivaldi               | Nelson Pessoa                  | Retour après 24 ans                               |
| 1991  | Grandeur              | Thomas Frühmann                |                                                   |
| 1990  | Grandeur              | Thomas Frühmann                |                                                   |
| 1989  | Gammon                | John Whitaker                  |                                                   |
| 1988  | Grandeur              | Thomas Frühmann                |                                                   |
| 1987  | Silbersee             | Michael Rüping                 |                                                   |
| 1986  | Royals                | David Broome                   |                                                   |
| 1985  | Janus de Ver          | Louis Jacobs                   |                                                   |
| 1984  | Gladstone             | Hugo Simon                     |                                                   |
| 1983  | Gladstone             | Hugo Simon                     |                                                   |
| 1982  | Wendy                 | Achaz von Buchwaldt            |                                                   |
| 1981  | Carroll'S Spotlight   | Eddie Macken                   |                                                   |
| 1980  | Livius                | Peter Luther                   |                                                   |
| 1979  | Roman                 | Gerd Wiltfang                  |                                                   |
| 1978  | Boy                   | Eddie Macken                   |                                                   |
| 1977  | Little One            | Hugo Simon                     |                                                   |
| 1976  | Boomerang             | Eddie Macken                   |                                                   |
| 1975  | New Yorker            | Caroline Bradley               |                                                   |
| 1974  | Kosmos                | Hartwig Steenken               |                                                   |
| 1973  | Simona                | Hartwig Steenken               |                                                   |
| 1972* |                       |                                | Pas de compétition                                |
| 1971  | Wimpel III            | Alwin Schockemöhle             |                                                   |
| 1970  | Stroller              | Marion Mould                   |                                                   |
| 1969  | Wimpel III            | Alwin Schockemöhle             |                                                   |
| 1968  | Gran Geste            | Nelson Pessoa                  |                                                   |
| 1967  | Vibart                | Andrew Fielder                 |                                                   |
| 1966  | Torro                 | Kurt Jarasinski                |                                                   |
| 1965  | Gran Geste            | Nelson Pessoa                  |                                                   |
| 1964  | Dozent II             | Hermann Schridde               |                                                   |
| 1963  | Gran Geste            | Nelson Pessoa                  |                                                   |
| 1962  | Esparatco             | Nelson Pessoa                  |                                                   |
| 1961  | Posillipo             | Raimondo D'Inzeo               |                                                   |
| 1960  | Raffaela              | Kurt Jarasinski                |                                                   |
| 1959  | Retina                | Fritz Thiedemann               | Cinquième victoire                                |
| 1958  | Finale                | Fritz Thiedemann               |                                                   |
| 1957  | Bachus                | Alwin Schockemöhle             |                                                   |
| 1956  | Discutido             | Carlos Delia                   |                                                   |
| 1955  | Halla                 | Hans Günter Winkler            |                                                   |
| 1954  | Diamant               | Fritz Thiedemann               |                                                   |
| 1953  | Cäsar                 | Walter Schmidt                 |                                                   |
| 1952  | Rattler               | John Russell                   |                                                   |
| 1951  | Meteor                | Fritz Thiedemann               |                                                   |
| 1950  | Loretto               | Fritz Thiedemann               |                                                   |
| 1949  | Fenek                 | Käthe Schmidt-Metzger          |                                                   |
| 1939  | Nordrud               | Waldemar Fegelein              |                                                   |
| 1938  | Nordland              | Günter Temme                   |                                                   |
| 1937  | Schorsch              | Hermann Fegelein               |                                                   |
| 1936  | Landrat               | Wilhelm Nippe                  |                                                   |
| 1935  | Egly                  | Günter Temme                   |                                                   |
| 1934  | Nanuk                 | Irmgard von Opel               |                                                   |
| 1933  | Baccarat              | Harald Momm                    |                                                   |
| 1932  | General               | Marten von Barnekow            |                                                   |
| 1931  | Derby                 | Ernst Hasse                    |                                                   |
| 1930  | Morgenglanz           | Herbert Frick                  |                                                   |
| 1929  | Derby                 | Marten von Barnekow            |                                                   |
| 1928  | Falkner               | Carl-Friedrich von Langen      |                                                   |
| 1927  | Falkner               | Carl-Friedrich von Langen      |                                                   |
| 1926  | Apoll                 | Wilhelm Hohenau                |                                                   |
| 1925  | Kreon                 | Hans-Christian von Wietersheim |                                                   |
| 1924  | Hanko                 | Carl-Friedrich von Langen      |                                                   |
| 1923  | Döllnitz              | Hermann Martins                |                                                   |
| 1922  | Döllnitz              | Hermann Martins                |                                                   |
| 1921  | Teufel                | Hans-Joachim Andreae           |                                                   |
| 1920  | Cyrano                | Paul Heil                      |                                                   |

- En 1972, la compétition n'a pas eu lieu en raison des préparatifs pour les Jeux olympiques à Munich.

## Grand Prix

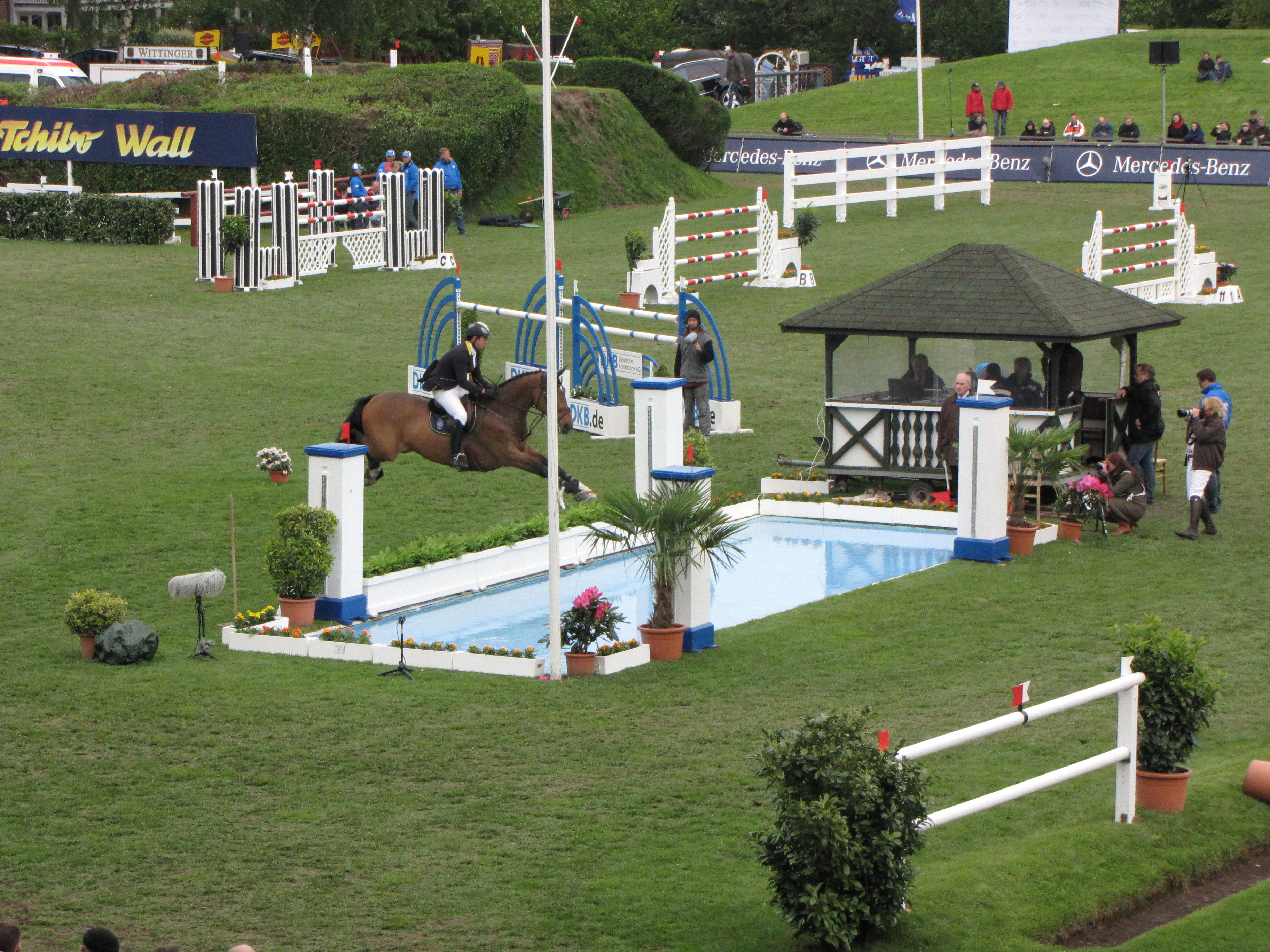
Kenneth Cheng avec Can Do en 2010

Le Grand Prix est l'autre grande compétition internationale. Il a lieu le samedi et le Deutsches Spring-Derby, le lendemain. Depuis 2008, il constitue une épreuve de sélection pour le Global Champions Tour en Allemagne avec le tournoi de Wiesbaden (de).
Vainqueurs du Grand Prix de Hambourg, depuis 2002 :
| Année | Cavalier-Cheval                                |
| ----- | ---------------------------------------------- |
| 2017  | Suède Rolf-Göran Bengtsson avec Casall         |
| 2016  | Allemagne Ludger Beerbaum avec Casello         |
| 2015  | États-Unis Kent Farrington avec Voyeur         |
| 2014  | Allemagne Katrin Eckermann avec Firth of Lorne |
| 2013  | Allemagne Christian Ahlmann avec Codex One     |
| 2012  | Royaume-Uni Nick Skelton avec Big Star         |
| 2011  | Suède Rolf-Göran Bengtsson avec Casall         |
| 2010  | États-Unis Lauren Hough avec Quick Study       |
| 2009  | Brésil Bernardo Alves avec Chupa Chup          |
| 2008  | Allemagne Thomas Voss avec Leonardo B          |
| 2007  | Suisse Markus Fuchs avec Nirmette              |

| Année | Cavalier-Cheval                                | Équipe victorieuse*                                                            |
| ----- | ---------------------------------------------- | ------------------------------------------------------------------------------ |
| 2006  | Ukraine Grégory Wathelet avec Countdown        | J & S Team (Thomas Mühlbauer, Grégory Wathelet, Björn Nagel)                   |
| 2005  | Allemagne Johannes Ehning avec Lord’s Classics | AEGON Equestrian Team (Thomas Voss, Beat Mändli, Peter Wylde)                  |
| 2004  | Allemagne Toni Hassmann avec Lolita H          | Audi quattro Team (Ludger Beerbaum, Mylène Diederichsmeier, Christian Ahlmann) |
| 2003  | Allemagne Christian Ahlmann avec Cöster        | Audi quattro Team (Ludger Beerbaum, Marco Kutscher, Christian Ahlmann)         |
| 2002  | Allemagne Marcus Ehning avec Anka              | Audi quattro Team (Mylène Diederichsmeier, Christian Ahlmann, Marco Kutscher)  |

- Jusqu'en 2006, le Grand Prix était aussi une compétition par équipe.

## DeutschesDressur-Derby

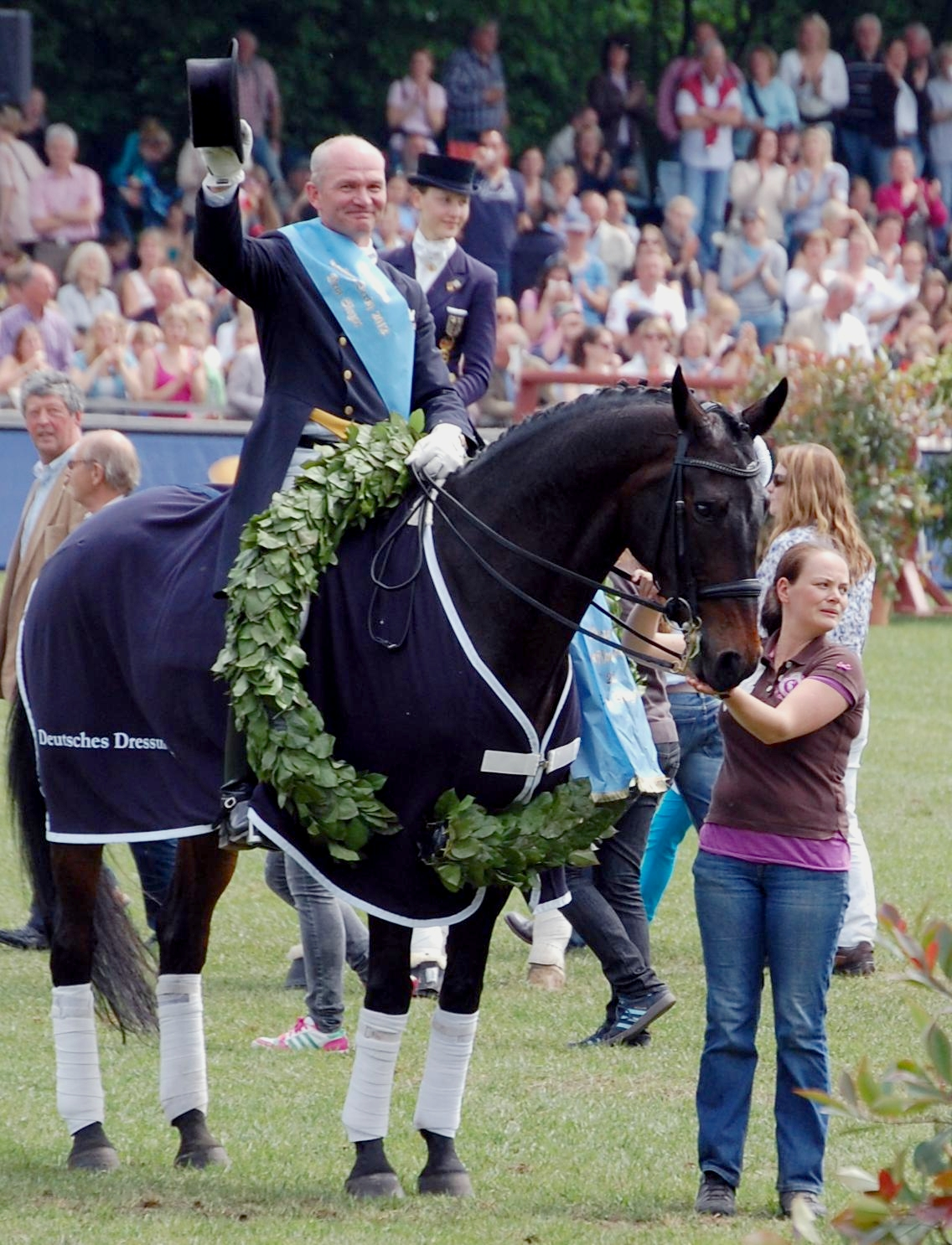
Hubertus Schmidt, vainqueur en 2012

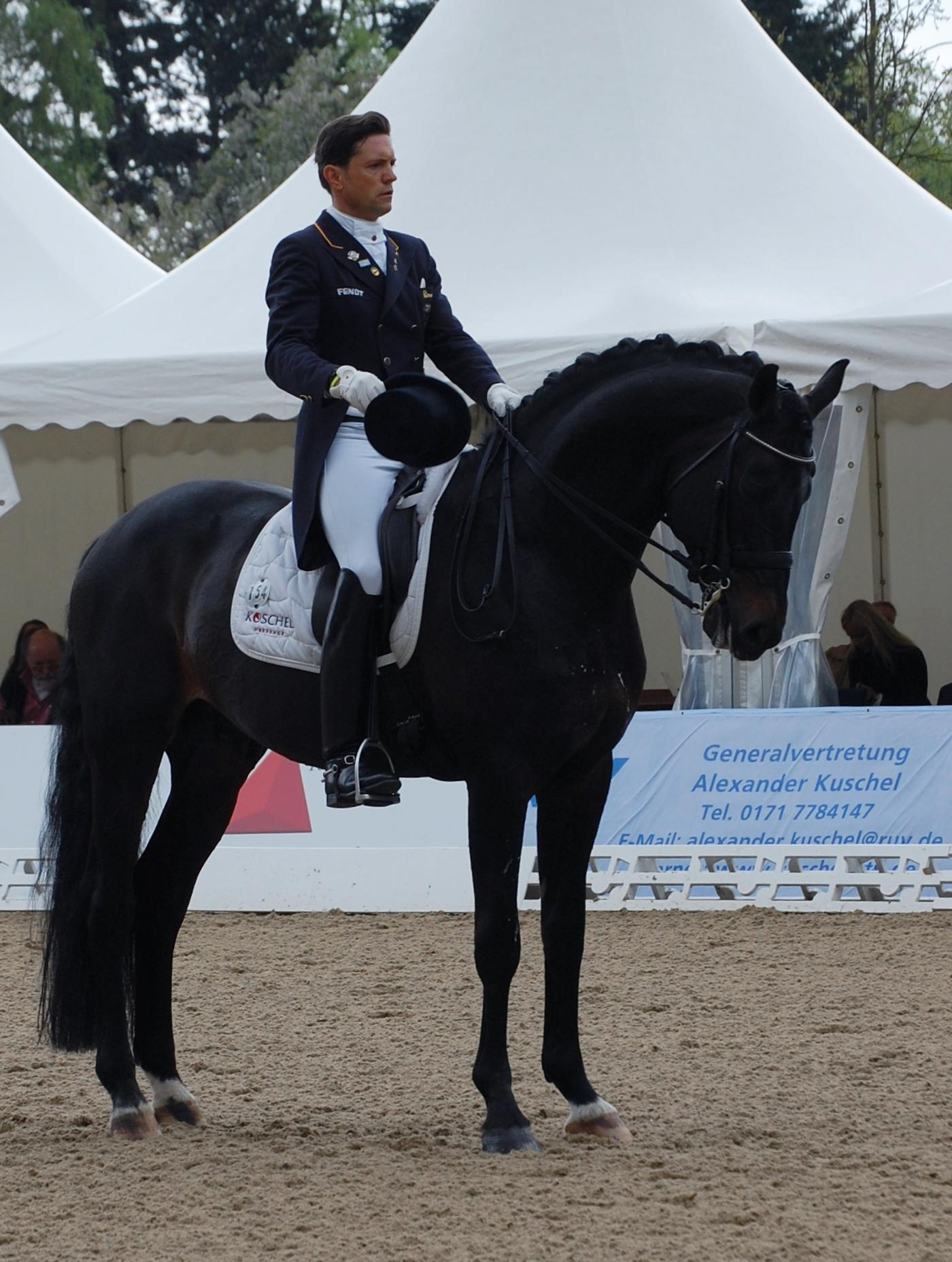
Christoph Koschel avec Rubin Cortes

Le Deutsches Dressur-Derby se déroule d'abord avec trois concours de sélection pour accéder à la finale qui détermine le gagnant.
Le Deutsches Dressur-Derby a lieu pour la première fois en 1955. Au cours des dix premières années, le concours est gagné six fois par Willi Schultheis et quatre fois par Reiner Klimke. Il est déjà considéré comme un important concours international puis perd de son importance. Dans les années 1990, le site déménage d'abord au Hemmingstedter Weg, à 1.5 km du site initial, loin du public. Le changement de cheval est aboli puis rétabli en 1999. La compétition est déconsidérée avec ses trois épreuves de sélection trop lourdes en une seule matinée. 
Avec son accord, l'épreuve est organisée en 2011 selon les règles de la FEI qui consent au changement de cheval.
| Année | Vainqueur                      | Meilleur cheval (Cavalier)          |
| ----- | ------------------------------ | ----------------------------------- |
| 2017  | Emile Faurie                   | Delatio (Bianca Kasselmann)         |
| 2016  | Borja Carrascosa               | Happiness (Michelle Hagman)         |
| 2015  | Anabel Balkenhol               | Mister X (Inessa Merkulowa)         |
| 2014  | Lars Petersen                  | Capri (Mikala Münter Gundersen)     |
| 2013  | Fabienne Lütkemeier            | Diamonds Forever (Anabel Balkenhol) |
| 2012  | Hubertus Schmidt               | Premier (Aat van Essen)             |
| 2011  | Kathleen Keller                | Rubins Royal (Anabel Balkenhol)     |
| 2010  | Falk Rosenbauer                | Le Bo (Carola Koppelmann)           |
| 2009  | Christoph Koschel              | Fanano (Jochen Vetters)             |
| 2008  | Isabell Werth                  | Royal Rubin (Heike Kemmer)          |
| 2007  | Ellen Schulten-Baumer          | Florianus (Kristy Oatley)           |
| 2006  | Isabell Werth                  | Fanano (Jochen Vetters)             |
| 2005  | Heike Kemmer                   | Patmos (Anja Hermelink)             |
| 2004  | Heike Kemmer                   | Rosemount Showtyme (Kristy Oatley)  |
| 2003  | Dolf-Dietram Keller            | De Niro (Dolf-Dietram Keller)       |
| 2002  | Pas de compétition             | Pas de compétition                  |
| 2001  | Pas de compétition             | Pas de compétition                  |
| 2000  | Isabell Werth                  | Gere (Anky van Grunsven)            |
| 1999  | Pas de compétition             | Pas de compétition                  |
| 1998  | Karin Rehbein avec Donnerhall  | Pas de changement de chevaux        |
| 1997  | Monica Theodorescu avec Grunox | Pas de changement de chevaux        |
| 1996  | Isabell Werth avec Anthony     | Pas de changement de chevaux        |

| Année | Vainqueur Homme                | Meilleur cheval (Homme)           | Vainqueur Dame                     | Meilleur cheval (Dame)               |
| ----- | ------------------------------ | --------------------------------- | ---------------------------------- | ------------------------------------ |
| 1995  | Klaus Balkenhol avec Goldstern | Pas de changement de chevaux      | Isabell Werth avec Anthony         | Pas de changement de chevaux         |
| 1994  | Klaus Balkenhol avec Goldstern | Pas de changement de chevaux      | Karin Rehbein avec Donnerhall      | Pas de changement de chevaux         |
| 1993  | Klaus Balkenhol avec Goldstern | Pas de changement de chevaux      | Monica Theodorescu avec Grunox,    | Pas de changement de chevaux         |
| 1992  | Herbert Rehbein                | Lumpazi (Hermann Gösmeier)        | Karin Rehbein                      | Heuriger (Britta Pläge)              |
| 1991  | Herbert Rehbein                | Warranty (Jürgen Koschel)         | Christilot Hanson-Boylen           | Ravell (Petra Wilm)                  |
| 1990  | Herbert Rehbein                | Flair (Holger Münstermann)        | Heike Kemmer                       | Nektar (Karin Rehbein)               |
| 1989  | Jo Hinnemann                   | Malte (Jo Hinnemann)              | Jenny Eriksson                     | Amazonas (Karin Schlüter)            |
| 1988  | Herbert Rehbein                | Amazonas (Jean Bemelmans)         | Karin Rehbein                      | Gottberg (Heike Kemmer)              |
| 1987  | Reiner Klimke                  | Metaxa (Jean Bemelmans)           | Kyra Kyrklund                      | Cortino (Petra Epping)               |
| 1986  | Reiner Klimke                  | Monticello (Holger Münstermann)   | Madeleine Winter                   | Rex the Blacky (Karin Rehbein)       |
| 1985  | Reiner Klimke                  | Fashion (Udo Lange)               | Monica Theodorescu                 | Lexikon (Monica Theodorescu)         |
| 1984  | Herbert Rehbein                | Priamos (Klaus Husenbeth)         | Kyra Kyrklund                      | Lotus (Heike Kemmer)                 |
| 1983  | Reiner Klimke                  | Pascal (Reiner Klimke)            | Madeleine Winter                   | Aintree (Amy-Cathérine de Bary)      |
| 1982  | Jo Hinnemann                   | Angelino (Jean Bemelmans)         | Karin Rehbein                      | Marzog (Anne Grethe Jensen)          |
| 1981  | George Theodorescu             | Amigo (Georg Otto Heyser)         | Monica Theodorescu                 | Marzog (Anne Grethe Jensen)          |
| 1980  | Harry Boldt                    | Mikado (Harry Boldt)              | Gabriela Grillo                    | Ultimo (Gabriela Grillo)             |
| 1979  | Herbert Rehbein                | Feudal (Uwe Schulten-Baumer jun.) | Ilsebill Becher                    | Electron (Ilsebill Becher)           |
| 1978  | Herbert Rehbein                | Sonyboy (Josef Neckermann)        | Ilsebill Becher                    | Electron (Ilsebill Becher)           |
| 1977  | Herbert Rehbein                | Cosima (Harry Boldt)              | Gabriela Grillo                    | Ultimo (Gabriela Grillo)             |
| 1976  | Reiner Klimke                  | Liostro (Herbert Rehbein)         | Karin Schlüter                     | Gassendi (Karin Schlüter)            |
| 1975  | Reiner Klimke avec Mehmed      | Pas de changement de chevaux      | Christine Stückelberger mit Granat | Pas de changement de chevaux         |
| 1974  | Harry Boldt avec Golo          | Pas de changement de chevaux      | Karin Schlüter avec Liostro        | Pas de changement de chevaux         |
| 1973  | Reiner Klimke                  |                                   | Karin Schlüter                     |                                      |
| 1972  | Pas de compétition             | Pas de compétition                | Pas de compétition                 | Pas de compétition                   |
| 1971  | Reiner Klimke                  | Mehmed (Reiner Klimke)            | Inge Theodorescu                   | Marzio (Inge Theodorescu)            |
| 1970  | Reiner Klimke                  | Adamant (Rudolf Tråvén)           | Inge Theodorescu                   | Armagnac III (Christilot Hanson)     |
| 1969  | Willi Schultheis               | Armagnac (Willi Schultheis)       | Inge Theodorescu                   | Waldfee                              |
| 1968  | Reiner Klimke                  | Arcadius (Reiner Klimke)          | Karin Schlüter                     | Lenard                               |
| 1967  | Udo Nesch                      | Arcadius (Reiner Klimke)          | Johanna Sybille Hall               | Waldfee                              |
| 1966  | Reiner Klimke                  | Dux (Reiner Klimke)               | Rosemarie Springer                 | Waldfee (Karin Schlüter)             |
| 1965  | Willi Schultheis               | Memor xx (Willi Schultheis)       | Johanna Sybille Hall               | Conversano Caprice (Johanna S. Hall) |

| Année | Vainqueur        | Meilleur cheval (Cavalier)                |
| ----- | ---------------- | ----------------------------------------- |
| 1964  | Reiner Klimke    | Conversano Caprice (Johanna Sybille Hall) |
| 1963  | Reiner Klimke    | Dux (Reiner Klimke)                       |
| 1962  | Reiner Klimke    | Monarchist xx                             |
| 1961  | Willi Schultheis | Asbach (Josef Neckermann)                 |
| 1960  | Reiner Klimke    | Aar                                       |
| 1959  | Willi Schultheis | Thyra (Rosemarie Springer)                |
| 1958  | Willi Schultheis | Brillant (Rosemarie Springer)             |
| 1957  | Willi Schultheis | Thyra (Rosemarie Springer)                |
| 1956  | Willi Schultheis | Brokat (Harry Boldt)                      |
| 1955  | Willi Schultheis | Brokat (Heinrich Boldt senior),           |

## Source, notes et références
- (de) Cet article est partiellement ou en totalité issu de l’article de Wikipédia en allemand intitulé « Deutsches Spring- und Dressurderby » (voir la liste des auteurs).

1. ↑  Monica Theodorescu im Dressurderby erneut vorn, Cornelia Wumkes für Die Zeit, 26. Mai 1997
2. ↑  Starporträts: Monica Theodorescu
3. ↑  Wolfgang Müller-Haeseler: Das Pech an der Bahnschranke. In: Die Zeit, Nr. 29/1967
4. ↑  W. F. Kleffel: Reitsport immer beliebter – Statistiker auf dem Turnierplatz. In: Die Zeit, Nr. 29/1959
5. ↑  Liste ergänzt anhand der Angaben des Veranstalters (Präsentation im Rahmen einer Pressekonferenz), Video, etwa bei Minute 6:37
6. ↑  weitere Ergänzung der Liste anhand der Übersicht "Ergebnisse Deutsches Dressur-Derby von 1955 bis 2011",  Derby-Magazin 2012